# Panthera tigris oxygnatha
Sous-espèce
Panthera tigris oxygnatha est une sous-espèce éteinte du tigre découverte sur l'île de Java lors des fouilles menées par Eugène Dubois au XIXe siècle. Panthera tigris oxygnatha constitue une forme intermédiaire avant le Tigre de Java (Panthera tigris sondaica).

## Découverte
Eugène Dubois découvre sur le site de Kedung Brubus dans le Java oriental. Ce fossile fait à présent partie de la collection Dubois située à Leyde dans les Pays-Bas. Felis oxygnatha est décrit en 1908, avec deux autres félins Felis trinilensis (qui deviendra Panthera tigris trinilensis) et Felis microgale (qui deviendra Prionailurus bengalensis). Le nom scientifique deviendra Panthera tigris trinilensis lorsqu'elle sera reconnue comme une sous-espèce. 
Panthera tigris oxygnatha fait partie de la faune de Kedung Brubus, d'endémisme élevé. Des fossiles ont également été retrouvés à Sangiran, sur l'île de Sumatra. Il vivait il y a 1,6 million d'années. Il est décrit comme ayant une taille proche du tigre et du lion, avec un menton plus pointu, proche de celui de l'once. Les prémolaires et les molaires sont décrites comme étroites et de haute couronne.
Plusieurs formes de tigre, considérées comme des sous-espèces éteintes, ont été découvertes. Panthera tigris oxygnatha est considéré comme la forme la plus ancienne, qui aurait évolué vers Panthera tigris trinilensis puis Panthera tigris soloensis pour devenir le Tigre de Java (Panthera tigris sondaica).